# (4178) Mimeev
(4178) Mimeev ist ein Hauptgürtelasteroid, der am 13. März 1988 von Eleanor Helin vom Palomar-Observatorium aus entdeckt wurde.
Der Asteroid wurde nach dem russischen Rundfunktechniker und Amateur-Astronomen Alexandr Pavlovich Mimeev (* 1951) benannt.